# Traité de Compiègne (1756)
Pour les articles homonymes, voir Traité de Compiègne.
Par la signature du traité de Compiègne le 16 août 1756, à la demande de la république de Gênes, la France s'engage à occuper jusqu'en mars 1759 les villes d'Ajaccio, de Saint-Florent et de Calvi. Le but de Gênes est de renverser la république indépendantiste corse de Pascal Paoli. L'objectif pour la France est de prendre le contrôle et la possession de l'île pour contrebalancer l’influence anglaise en Méditerranée.